# Carduus carlinifolius
Il cardo alpino (nome scientifico: Carduus carlinifolius Lam., 1785)  è una pianta perenne erbacea angiosperma dicotiledone, dai capolini solitari appartenente alla famiglia delle Asteraceae. Questa pianta in precedenza era descritta all'interno della specie Carduus defloratus come sottospecie carlinifolius (Lam.) Ces., 1844.

## Etimologia
Il nome del genere (Carduus) deriva dal latino (= “cardo” in italiano) che a sua volta potrebbe derivare da una parola greca il cui significato si avvicina al nostro vocabolo “rapare”; ma altre ricerche farebbero derivare da un'altra radice, sempre greca, “ardis” (= “punta dello strale”), alludendo ovviamente alla spinosità delle piante di questo genere. Mentre l'epiteto specifico (carlinifolius) fa riferimento alle foglie simili a quelle delle specie del genere Carlina.

## Descrizione

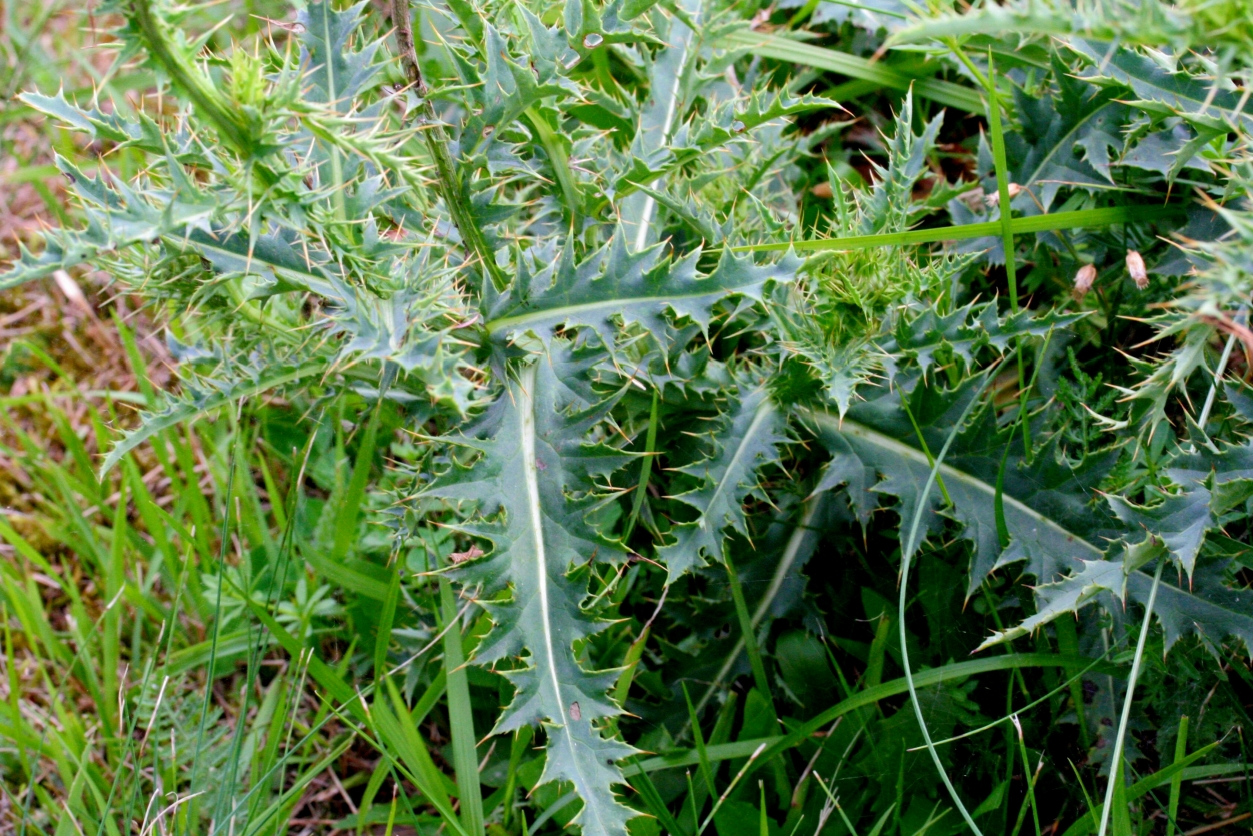
Le foglie

Il cardo alpino è una pianta perenne di tipo erbaceo che può raggiungere una altezza di 10 - 60 dm. La forma biologica è emicriptofita scaposa (H scap); sono piante perennanti per mezzo di gemme poste al suolo formate da un asse fiorale lungo e spesso privo di foglie.
Il fusto è eretto e ascendente; è semplice (ma anche a volte ramoso in basso); i rami possono essere alati e fogliosi.
Le foglie sono picciolate (quelle basali) e sessili (quelle cauline). Il contorno è più o meno lanceolato con forme di tipo pennatosetto; per ogni lato sono presenti 5 - 8 profonde incisioni e relativi segmenti che terminano con spinule lunghe 3 – 5 mm. La consistenza è coriacea e la colorazione è verde. Dimensioni delle foglie: larghezza 3 – 4 cm; lunghezza 10 – 13 cm.
L'infiorescenza è formata da capolini solitari e nutanti di diametro 2 – 3,5 cm. I capolini, discoidi e omogami, sono formati da un involucro di tipo piriforme formato da diverse serie di squame (o brattee); quelle inferiori sono patenti per mezzo di una piegatura mediana, mentre quelle superiori sono ristrette all'apice con un mucrone (dimensione media delle squame: larghezza 1 – 1,5 mm, lunghezza 10 – 12 mm). Le squame sono progressivamente ristrette e terminano con una appendice spinosa apicale.
I fiori del capolino sono tutti tubulosi (il tipo ligulato, presente nella maggioranza delle Asteraceae,  qui è assente), sono inoltre ermafroditi, tetraciclici (calice– corolla – androceo – gineceo) e pentameri.
- Formula fiorale :

- /x K {\displaystyle \infty }, [C (5), A (5)], G 2 (infero), achenio

- Calice: il calice è ridotto al minimo.
- Corolla: la corolla è tubulosa e terminante con 5 lacinie di colore porporino. Lunghezza della corolla 10 – 15 mm.
- Androceo: gli stami sono 5 ed hanno dei filamenti liberi e pelosi che possiedono la particolarità di compiere dei movimenti. Le antere sono caudate alla base (hanno una coda).
- Gineceo: l'ovario è infero; gli stimmi sono glabri (hanno un ciuffo di peli solo all'apice dello stilo che sporge rispetto alla corolla).
- Fioritura : da luglio a agosto.

Il frutto è un achenio chiaro di forma ovoide (3 – 4 mm) con una prominenza apicale globosa e un pappo (10 – 12 mm) composto da setole ispide (non piumose).

## Biologia
- Impollinazione: l'impollinazione avviene tramite insetti (impollinazione entomogama) quali api e lepidotteri.
- Riproduzione: la fecondazione avviene fondamentalmente tramite l'impollinazione dei fiori (vedi sopra).
- Dispersione: i semi cadendo a terra (dopo essere stati trasportati per alcuni metri dal vento per merito del pappo – disseminazione anemocora) sono successivamente dispersi soprattutto da insetti tipo formiche (disseminazione mirmecoria).

## Distribuzione e habitat

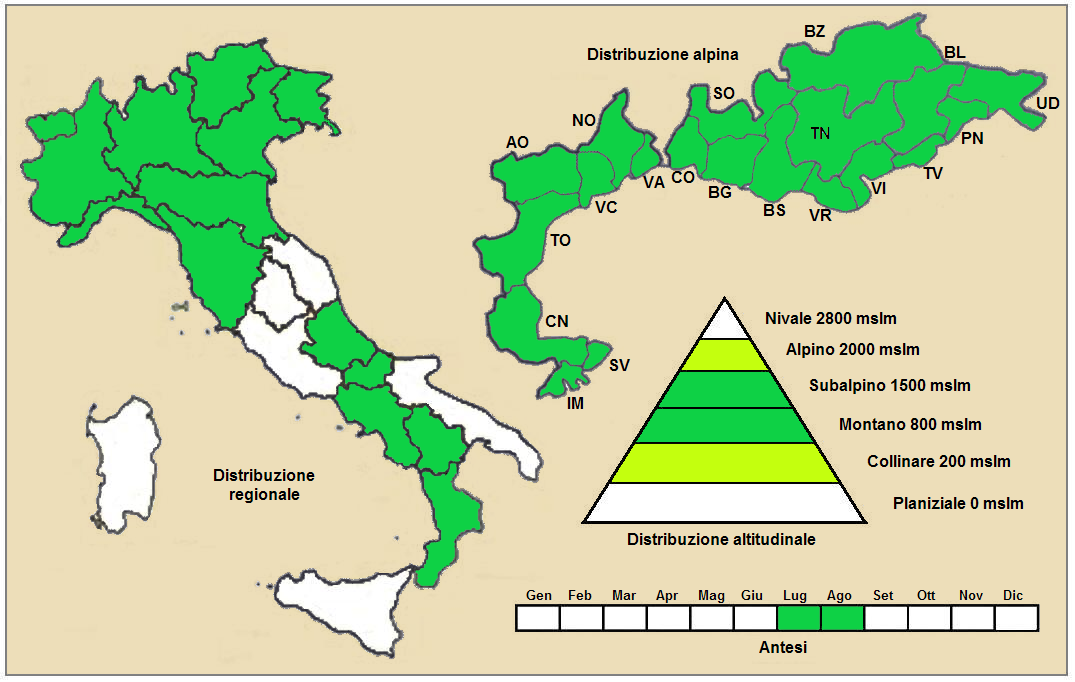
Distribuzione alpina - Distribuzione italiana

- Geoelemento: il tipo corologico (area di origine) è Orofita Sud Ovest Europeo.
- Distribuzione: la distribuzione di questa pianta è soprattutto alpina dalle Alpi Giulie a quelle Marittime; negli Appennini è meno comune.
- Habitat : l'habitat preferito di questa specie sono i pascoli alpini soleggiati, a volte anche i ghiaioni e i prati steppici. Il substrato preferito è calcareo ma anche siliceo con pH basico-neutro, medi valori nutrizionali del terreno che deve essere secco-umido.
- Distribuzione altitudinale : nelle Alpi questa specie si trova tra i 1.500 e 2.800 m s.l.m.; nelle Alpi frequenta soprattutto i seguenti piani vegetazionali: montano e subalpino.

### Fitosociologia

#### Areale alpino
Dal punto di vista fitosociologico alpino Carduus carlinifolius appartiene alla seguente comunità vegetale:
- Formazione: delle comunità delle praterie rase dei piani subalpino e alpino con dominanza di emicriptofite.

- Classe: Elyno-Seslerietea variae

Ma anche:
- Classe: Juncetea trifidi

- Ordine: Festucetalia spadiceae

- Alleanza: Festucion variae

#### Areale italiano
Per l'areale completo italiano Carduus carlinifolius appartiene alla seguente comunità vegetale:
- Macrotipologia: vegetazione sopraforestale criofila e dei suoli crioturbati.

- Classe: Festuco-Seslerietea Barbéro-Bonin, 1969

- Ordine: Seslerienalia Apenninae Bruno & Furnari, 1966 em. Lancioni, Facchi & Taffetani, 2011

- Alleanza: Seslerion Apenninae Barbéro-Bonin, 1969

Descrizione: l'alleanza Seslerion Apenninae è relativa alle praterie xerofitiche e basifile nell’Appennino calcareo, dalle Alpi Apuane al Pollino. In questa cenosi è presente un folto gruppo di specie endemiche dell'areale mediterraneo-montano sud europeo.
Specie diagnostiche presenti nell'associazione: Sesleria apennina, Sesleria juncifolia, Androsace villosa, Helianthemum oelandicum, Pedicularis elegans, Helianthemum nummularium, Linum alpinum, Paronychia kapela, Carduus carlinifolius, Carduus affinis.
Altre alleanze per questa specie sono:
- Poion alpinae
- Seslerenion apenninae

## Tassonomia
La famiglia di appartenenza di questa voce (Asteraceae o Compositae, nomen conservandum) probabilmente originaria del Sud America, è la più numerosa del mondo vegetale, comprende oltre 23.000 specie distribuite su 1.535 generi, oppure 22.750 specie e 1.530 generi secondo altre fonti (una delle checklist più aggiornata elenca fino a 1.679 generi). La famiglia attualmente (2021) è divisa in 16 sottofamiglie.
Cardueae è una delle 4 tribù della sottofamiglia. La tribù Cardueae a sua volta è suddivisa in 12 sottotribù (la sottotribù Carduinae è una di queste).  Il genere Carduus elenca 92 specie distribuite in Eurasia e parte in Africa del nord, delle quali una ventina sono presenti spontaneamente sul territorio italiano.

### Filogenesi
Il genere di questa voce è inserito nel gruppo tassonomico della sottotribù Carduinae. In precedenza provvisoriamente era inserito nel gruppo tassonomico informale "Carduus-Cirsium Group". La posizione filogenetica di questo gruppo nell'ambito della sottotribù è abbastanza vicina al "core" della sottotribù (con il genere Cirsium forma un "gruppo fratello") e dalle analisi molecolari è stato calcolato in 7,2 milioni di anni fa la separazione di questo genere dal resto del gruppo.
Il genere Carduus spesso viene botanicamente “confuso” con altri generi come quello del Cirsium o Cnicus (in effetti un tempo diverse specie di quest'ultimo genere appartenevano al genere Carduus). Un modo per distinguere il genere Carduus dagli altri è esaminare le setole del pappo: in questo le setole sono delle pagliette denticolate e ispide e non piumose come ad esempio nel genere Cirsium.
La specie di questa voce è inserita nel "Complesso di C. defloratus". I caratteri distintivi di questo gruppo sono:
- l'habitat è tipicamente montano;
- i fusti non sono alati:
- i capolini sono unici e isolati portati da un lungo peduncolo allungato;
- la forma dell'involucro varia da ovoide a quasi sferico;
- le brattee dell'involucro terminano con una lunga punta obliqua o patente;
- gli acheni hanno una prominenza apicale penta-lobata.

C. defloratus individua un gruppo di difficile trattazione con caratteri debolmente differenziati tra sottospecie e sottospecie e diversi individui intermedi a causa dell'alta ibridabilità sia all'interno della specie stessa (tra le varie sottospecie) ma anche (ovviamente) tra specie diverse (vedi paragrafo sugli “Ibridi”). Per alcuni studiosi ad esempio la specie di questa voce (C. carlinifolius) è un sinonimo non meglio definito. L'instabilità del gruppo è dovuta anche a una certa disploidia con numeri varianti tra 2n = 18 e 24.
Nella "Flora d'Italia" sono individuate 5 stirpi principali (le prime tre descritte all'interno della voce Carduus defloratus, le altre due sono relative a questa voce):
- (1) C. defloratus subsp. summanus (Pollini) Arcang.
- (2) C. defloratus subsp. defloratus
- (3) C. defloratus subsp. rhaeticus (DC.) Murr.
- (4) C. carlinifolius subsp. carlinifolius
- (5) C. carlinifolius subsp. spinulosus (Bertol.) Pignatti et Guarino  (morfotipo appenninico)

I caratteri dall'entità (1) alla (5) variano dalle foglie intere (o appena dentellate) a foglie completamente pennato-divise. Secondo Pignatti la sottospecie summanus potrebbe essere considerata la “stirpe base” (la diploidia per questa pianta e 2n=18, mentre tutte le altre sono diploidi con 2n = 22). In effetti questa pianta si trova in prevalenza nelle zone “rifugio” ai margini delle Alpi (potrebbe essere quindi di origine preglaciale), mentre le altre sottospecie frequentano stazioni più generiche (meno esclusive) e quindi la loro diffusione è postglaciale (ossia più recente).
Il numero cromosomico di C. carlinifolius è: 2n = 18, 19, 21 e 22.

### Sottospecie
In Italia sono presenti 2 sottospecie di Carduus carlinifolius; qui di seguito descritte (non sempre sono riconosciute da tutte le checklist):

#### Sottospeciecarlinifolius
- Nome scientifico: C. carlinifolius subsp. carlinifolius.
- Descrizione:

il fusto possiede dei brevi peli contorti lunghi 0,5 - 0,7 mm;
le foglie sono del tipo da pennatopartite a pennatosette; all'apice dei lobi delle foglie sono presenti delle robuste spinule lunghe 3 - 5 mm;
le brattee medie dell'involucro sono lunghe come la metà dell'involucro stesso.
- Distribuzione: nelle Alpi questa sottospecie si trova soprattutto nelle Dolomiti (dalle Alpi Orientali allo Stelvio e Grigne).
- Sinonimi:

C. barrelieri Bertold.
C. defloratus subsp. tridentinus (Evers) Ladurner

#### Sottospeciespinulosus
- Nome scientifico: C. carlinifolius subsp. spinulosus (Bertol.) Pignatti et Guarino  (morfotipo appenninico)
- Basionimo: C. spinulosusu Bertol.
- Descrizione:

il portamento è robusto;
in genere il fusto è glabro o percorso da peli ragnatelosi;
le foglie di tipo pennatosetto o pennatopartito sono glabre con incisioni fino alla nervatura centrale (in alcuni casi sono intere); ai lati sono presenti delle forti spine (3 - 5) lunghe fino a 5 - 7 mm;
le brattee inferiori dell'involucro hanno delle forme lineari-lesiniformi e sono glabre e progressivamente assottigliate.
- Distribuzione: nell'Appennino dalla Liguria all'Abruzzo (è rara).

### Sinonimi
Sono elencati alcuni sinonimi per questa entità:
- C. defloratus subsp. carlinifolius (Lam.) Ces.
- C. defloratus subsp. tridentinus (Evers) Ladurner
- C. medius subsp. carlinifolius (Lam.) Kazmi
- C. barrellieri Bertold.